# The Parent Rap
The Parent Rap, llamado Tú a la correccional y yo a la cárcel en España y Padres e hijos en Latinoamérica, es un episodio perteneciente a la decimotercera temporada de la serie animada Los Simpson, emitido por primera vez en Estados Unidos el 9 de diciembre de 2001. Fue escrito por George Meyer y Mike Scully, dirigido por Mark Kirkland y las estrellas invitadas fueron Jane Kaczmarek como la jueza y Jess Harnell como el Oficial Sniffy. Luego de otra de sus travesuras, una jueza estricta castiga a Bart a estar atado a Homer.

## Sinopsis
Todo comienza cuando, camino a la escuela, Homer lleva a Bart y Milhouse a la escuela, ya que aparentemente habían perdido el autobús. Mientras maneja, Homer oye por la radio KBBL que se le daría un premio de 40 dólares a la primera persona que encontrase el camión de la radio, el que tenía un pingüino de peluche colgando de la antena. Inmediatamente después de escuchar el anuncio, Milhouse ve la camioneta de la KBBL cruzando la calle. Homer, queriendo ganar el premio, detiene el auto y obliga a los niños a bajarse, dejándolos llegar solos a la escuela. Luego de caminar un poco, los niños ven un auto patrulla abierto y suben a él. Al ser atacados por un perro policía, se asustan y, accidentalmente, hacen arrancar el auto. El descontrol termina en un choque, y el jefe Wiggum, dueño de la patrulla, los acusa de robo de auto y los lleva a la comisaría. 
Luego de un juicio, Milhouse es declarado inocente por el Juez Snyder. Cuando comienza el juicio de Bart, el juez se prepara para dejarlo en libertad, pero en ese momento se va abruptamente para comenzar sus vacaciones. Sin un receso, una nueva jueza, Constance Harm, entra al juzgado y toma el caso de Bart. En lugar de dejarlo ir, decide impartirle una condena más creativa. Ordena atar a Bart y a Homer el uno con el otro, con una soga aferrada a sus muñecas, ya que, según ella, la incompetencia de Homer para hacerse cargo de su hijo había derivado en el robo de la patrulla. Atándolos, debería hacerse cargo forzosamente de Bart. 
Homer y Bart van a todos lados juntos, como a la escuela y a la taberna de Moe. Un día, Bart se harta de estar atado, y comienza a pelear con Homer. Marge no puede soportarlo, por lo que decide cortar las sogas que los unían, liberándolos. Desafortunadamente, la jueza Harm los estaba observando (ya que había una cámara dentro de la soga), y decide aleccionar a Marge y a Homer al encadenarlos en unas tablas de madera por ser "malos padres". Para que aprendan la lección, el jefe Wiggum los obliga a ponerse de espaldas e inclinarse en una vereda, invitando a los automovilistas para que pasen a castigar a Homer y a Marge golpeándolos en sus traseros, siendo ambos azotados incluso por Nelson con un látigo. Más tarde, usan una sierra, propiedad de Ned Flanders, para deshacerse de las tablas de madera, y deciden vengarse de la jueza. Para hacerlo, van hacia su casa, una "casa-bote", y cuelgan un letrero en la puerta. Cuando se están por ir del lugar, la mascota de la jueza, una foca, alerta a su dueña de la presencia de extraños. Homer tira un ladrillo hacia la casa-bote, la cual se hunde. 
Luego del incidente, la jueza, enojada, les dice a Homer y a Marge que una de sus pertenencias arruinadas había sido una sábana hecha por su querida abuela. Luego de que Homer le diga que de esa manera no le había costado dinero, declara que ya había tenido suficiente, y trata de condenar fuertemente a Homer y Marge, pero Bart se pone de pie y comienza a dar un discurso, en el cual pedía ser castigado en lugar de sus padres. En ese momento, el juez Snyder vuelve de sus vacaciones, justo a tiempo para impedirle a la jueza castigar a Bart. Lisa le pide una moción para declarar que los chicos siempre serán chicos, y el juez acepta la moción, cerrando el caso.
La familia vuelve a la normalidad y juran no volver a meterse en problemas con la ley, Homer es el primero en romper esto ya que atropella a Juan Topo por accidente pero éste decide fingir que nada pasó, terminando así el episodio.